# Zonsverduistering van 21 juni 2001

Animatie van de zonsverduistering van 21 juni 2001

De totale zonsverduistering van 21 juni 2001 trok veel over zee, maar was achtereenvolgens te zien in deze zes landen: Angola, Zambia, Zimbabwe, Mozambique, Malawi en Madagaskar.

## Lengte

### Maximum
Het punt met maximale totaliteit lag op zee ten westen van Angola op coördinatenpunt 11.2583° Zuid / 2.7487° Oost en duurde 4m56,5s.

### Limieten
| Fenomeen                    | Code | Tijdstip UTC |
| --------------------------- | ---- | ------------ |
| Eerste contact bijschaduw   | P1   | 09:33:04.2   |
| Eerste contact kernschaduw  | U1   | 10:35:59.9   |
| Kernschaduw compleet vanaf  | U2   | 10:38:19.3   |
| Bijschaduw compleet vanaf   | P2   | Niet         |
| Maximum eclips              | GE   | 12:03:45.9   |
| Bijschaduw compleet t/m     | P3   | Niet         |
| Kernschaduw compleet t/m    | U3   | 13:29:13.9   |
| Laatste contact kernschaduw | U4   | 13:31:37.5   |
| Laatste contact bijschaduw  | P4   | 14:34:25.7   |